# Odontodynerus tuberculivertex
Odontodynerus tuberculivertex är en stekelart som beskrevs av Giordani Soika. Odontodynerus tuberculivertex ingår i släktet Odontodynerus och familjen Eumenidae. Inga underarter finns listade i Catalogue of Life.